# Corazón que miente
Corazón que miente è una telenovela messicana prodotta da Televisa e mandata in onda su Canal de las Estrellas dal 8 febbraio al 14 maggio 2016. Si tratta di un remake della telenovela messicana del 1999 Laberintos de pasión.
Protagonisti sono: Thelma Madrigal, Pablo Lyle e Diego Olivera, con antagonisti di Alejandro Tommasi, Lourdes Reyes e Dulce María.

## Cast
- Thelma Madrigal[1]: Mariela Salvatierra Morán[2]
- Pablo Lyle[3][4]: Alonso Ferrer Castellanos[5]
- Diego Olivera: Leonardo Del Río Solórzano[6]
- Mayrín Villanueva: Lucia Castellanos Sáenz de Ferrer[7]
- Alexis Ayala[8]: Padre Daniel Ferrer Bilbatúa[9]
- Alejandro Tommasi: Demián Ferrer Bilbatúa[10]
- Dulce María[11][12]: Renata Ferrer Jáuregui[13]
- María Sorté: Carmen Oceguera Domínguez[14]
- Lourdes Reyes: Rafaela Del Moral Sáenz de Ferrer[15]
- Alejandro Ávila: Rogelio Medina Sánchez[16]
- Gerardo Murguía: Eduardo Moliner Arredondo
- Eric del Castillo: Manuel Salvatierra Neri[16]
- Ricardo Margaleff: Cristian Mena Souza
- Alejandra Procuna: Elena Solís Saldívar
- Vanesa Restrepo: Denise Shapiro Berlanga[17]
- Alejandra Jurado: Amalia González de Valdivia[16]
- Jorge Ortín: Noé Valdivia Pérez[16]
- Fátima Torre: Leticia Valdivia González "Lety"[18]
- Federico Ayos: Santiago Ferrer Castellanos[19]
- Emmanuel Palomares: Lisandro Moliner Bustos[16]
- David Palacio: Julio Solís Saldívar[16]
- Jessica Mas: Karla Bustos de Moliner
- Jessica Decote: Florencia Moliner Bustos[16]
- Mónica Zorti: Marcia
- Jéssica Segura: Cirila Reyes Medina
- Benjamín Islas: Mario Preciado
- Ricardo Vera: Preciado
- Iliana de la Garza: Eva
- Ricardo Guerra: Sanabria
- Vicente Torres: Ponciano
- Arturo Muñoz: Céfiro
- Lorena Álvarez: Martha
- Ricardo Crespo: Fabricio
- Rubén Cerda: Antonio
- Valentina Hazouri: Mariela Salvatierra Morán (bambina)
- Nikolas Caballero: Alonso Ferrer Castellanos (bambino)
- Santiago Torres Jaimes: Santiago Ferrer Castellanos (bambino)
- Montserrat Grm: Leticia Valdivia González "Lety" (bambina)

E la prima attrice:
- Helena Rojo: Sara Sáenz Vda. de Castellanos[20]